# Julien Luchaire
Pour les articles homonymes, voir Luchaire.
Julien Luchaire, né Jean Marie Julien Luchaire le 15 août 1876 à Bordeaux et mort le 12 mai 1962 à Paris, est un écrivain français, spécialiste de la littérature et de la civilisation italienne.

## Biographie

### Jeunesse et études
Fils et petit-fils de deux historiens respectés, le médiéviste protestant Achille Luchaire et l’historien juif Jules Zeller, il se marie trois fois :
- en premières noces avec Fernande Elisabeth Gabrielle Dauriac (Brest 16 octobre 1873-1954) ; fille du philosophe et historien Lionel Dauriac, elle est économiste et éditrice chez  Stock. Ils ont ensemble deux enfants : Jean Luchaire et Marguerite, née le 25 décembre 1904 qui épouse en 1933 le psychanalyste Théodore Fraenkel cofondateur du dadaïsme à Paris. En 1916, Fernande Dauriac, divorcée de Julien Luchaire, épouse l’historien et homme politique italien Gaetano Salvemini ;
- sa deuxième femme est Maria Padovani, une Sicilienne, qui meurt rapidement ; ils ont un fils né en 1915, André ;
- sa troisième femme, une intellectuelle allemande, épousée en 1929, Antonina Silberstein/Vallentin dite « Tosia » (1893-1957), est issue d’une famille juive polonaise de Lwow. Peintre, traductrice, écrivain et critique d'art, elle est aussi connue sous son nom de plume Antonina Vallentin, du nom de son premier mari. Journaliste à Berlin elle a lié des relations amicales avec la plupart des intellectuels allemands de l’époque Thomas Mann, Stefan Zweig, Lion Feuchtwanger ou d’autres nationalités comme H. G. Wells ou Malraux. En 1940 elle publie une brochure Les atrocités allemandes en Pologne. Elle a écrit de nombreux ouvrages dont des biographies de Heine, Einstein, Léonard de Vinci, Mirabeau, Goya.

Il mène de brillantes études, d’abord à Henri-IV, de 1885 à 1894, puis à l'École normale supérieure de la rue d'Ulm. Il est reçu premier au concours de l'agrégation de l’enseignement secondaire (grammaire) en 1897.
De 1898 à 1899, il est membre de l'École française de Rome puis maitre de conférences à la faculté des lettres de Lyon (1900-1905) et il obtient le titre de docteur ès lettres de l’université de Paris en 1906.

### Parcours professionnel
Il est alors nommé professeur de langue et littérature italienne à l’université de Grenoble.
En 1907, grâce à l’aide de l’université de Grenoble, il crée l’Institut français de Florence, premier de tous les Instituts français du monde, qu’il dirige jusqu’en 1918. En mai 1916, il crée avec Guglielmo Ferrero la Revue des nations latines rédigée par des Français et des Italiens et qui s'attache à définir en quoi consistent le germanisme et ses dangers et à aider la science et l’art à se purifier des courants germaniques qui la dénaturent. Cette revue paraît jusqu’en avril 1919. Elle a des collaborateurs prestigieux comme Gaetano Salvemini, Giuseppe Prezzolini, ou Benjamin Crémieux à qui Julien Luchaire confie des introductions ou des articles sous l’Occupation.
De 1919 à 1920, il est directeur des services de l’enseignement au ministère des colonies puis chef de cabinet d’André Honnorat, ministre de l’Instruction publique (1920-1921). Il est également nommé professeur honoraire à l’université de Grenoble.
Inspecteur général de l’instruction publique, en mission spéciale d’inspection des professeurs détachés à l’étranger, il est nommé expert, en 1921, à la Commission internationale de coopération intellectuelle de la Société des Nations. Il se lie d'amitié avec son président, Henri Bergson, dont il devient le proche collaborateur. Sont membres de la commission, Albert Einstein et Marie Curie. En précurseur, Luchaire attire l'attention de la commission sur le rôle du cinéma dans l’art et l’éducation.
En 1925, le gouvernement français crée à Paris l’Institut international de coopération intellectuelle, ancêtre de l’UNESCO, dont il prend la direction. Face aux divergences nationales, il veut affirmer son autonomie, mais finit par démissionner en 1930.
Ne retrouvant pas de poste immédiatement comme inspecteur, il refuse le poste de recteur à Rennes, et enseigne à l’École pratique des hautes études de 1932 à 1937. Il se présente sans succès aux élections législatives sous l'étiquette du parti radical.
C’est à cette époque qu’il commence à écrire des pièces de théâtre, dont Boccace conte 19, créé en 1934, où il confie un rôle à Madeleine Sologne qu’il avait remarquée dans une maison de couture, et Altitude 3200, créé en 1937, dont il fait jouer l'un des personnages par sa petite-fille Corinne.
En 1937, il retrouve son poste et est mis à la retraite en 1941.
Installé en juillet 1940 à Clermont-Ferrand, pour protéger la famille de sa femme, il assure, dans le cadre de l’aryanisation, la présidence des éditions du Sagittaire qui appartiennent à Léon Pierre-Quint, juif, de gauche, anti-munichois, homosexuel et toxicomane. Il dirige en accord avec Quint et fait appel à de nombreux amis. En 1944, il rend la société à Quint.
En 1943, il y publie le premier tome de son autobiographie, Confession d’un Français moyen (1876-1914). Le second tome est publié après sa mort.
Bel homme, de grande culture, il a eu beaucoup de succès avec les femmes.
À la Libération, il fait partie du Comité national des écrivains. Disposant de relations de tous les bords, il rencontre ou est ami avec la plupart des intellectuels de l’époque, comme Edmond Fleg, écrivain juif. Il n’adhére pas aux options politiques de son fils Jean qui, pacifiste et partisan d'une réconciliation avec l'Allemagne de Weimar au tout début des années 1930 passe à une collaboration totale avec le régime nazi jusqu'à siéger dans le gouvernement fantôme de Sigmaringen à la fin de la guerre. Julien Luchaire continue d'entretenir avec lui des rapports comme avec certains membres du gouvernement de Vichy. Après guerre, et l'exécution de son fils en 1946, il souffre d'une forme d'ostracisme à cause de son nom.
Julien Luchaire est aussi secrétaire de l'Association France-Estonie.

### Décoration
- Officier de la Légion d'honneur

## Œuvres

### Essais
- Le Mouvement pour la rénovation de la culture nationale, Presses universitaires de France, 1900
- La Crise de la science pure, 1900
- La Protection et la diffusion du goût artistique
- Le Désarmement moral, Paris, Valois, 1932

### Histoire
- L’Église et le seizième siècle d'Alexandre Borgia à Sixte-Quint, 1904
- Histoire des révolutions politiques de la commune de Sienne de 1365 à 1378, Lyon, 1906 ; en italien : Documenti per la storia dei rivolgimenti politici del comune di Siena dal 1354 al 1369, 1906
- Essai sur l'évolution intellectuelle de l'Italie de 1815 à 1830, Paris, Hachette, 1906 Prix Bordin de l’Académie française en 1907.
- Les Démocraties italiennes, Flammarion, Bibliothèque de philosophie scientifique, 1915 Couronné par l’Académie française.
- Les Sociétés italiennes du XIIe au XVe siècle

### Récits, romans
- Confession d'un Français moyen (1876-1914), tome I, 1943
- Boccace, Flammarion 1951
- Châteaugay (roman), 1943
- La Ceinture rose, N.E.L, 1945
- Confession d'un Français moyen (1914-1950), tome II, Florence Olschki, 1965

### Théâtre
- 1934 : Boccace conte 19
- 1937 : Altitude 3200, comédie en trois actes et cinq tableaux mise en scène de Raymond Rouleau, théâtre de l'Étoile, avec Corinne Luchaire et Bernard Blier[2]
- 1939 : Le Tocsin
- 1941 : François d’Assisse
- 1941 Bérénice : une femme et un roi, pièce en trois actes et six tableaux
- 1943 : Saint Louis, roi de France
- 1952 : Le Cheval arabe, comédie en un acte tirée de Boccace[3]

### Opéra
- 1938 : livret de Ginevra, tiré de Boccace, opéra comique en 3 actes de Marcel Delannoy

### Adaptation au cinéma
- 1938 : sa pièce Altitude 3200 est produite et portée à l’écran par la Transcontinental Films avec, comme réalisateurs, Marie Epstein et Jean Benoit-Levy et, parmi les acteurs, Bernard Blier, Blanchette Brunoy, Jean-Louis Barrault, Fabien Loris.

### Source
- Laurent Broche, Julien Luchaire, itinéraire d’un Français faussement « moyen » pendant la tourmente, actes du colloque « Déplacements, dérangements, bouleversements : artistes et intellectuels déplacés en zone sud (1940-1944) », bibliothèque de l'Alcazar, Marseille, 3-4 juin 2005 (en ligne).